# Claus-Peter Haase
Claus-Peter Haase (* 15. Januar 1944 in Rawitsch, Reichsgau Wartheland) ist ein deutscher Islamwissenschaftler, Archäologe und Kunsthistoriker für islamische Kunst. Er war von 2001 bis 2009 Direktor des Museums für Islamische Kunst in Berlin.

## Leben
Haase wuchs in Hamburg auf, wo er auch seit 1961 an der Universität Hamburg die Fächer Islamkunde, Islamische Kunstgeschichte, Klassische Archäologie, Archäologie des Alten Orients und Byzantinische Geschichte studierte. 1964/65 nahm er an Veranstaltungen der Scuola Orientale am Pontificio Istituto Biblico über christliche Archäologie teil; 1968/69 war er Austauschstipendiat in Istanbul.
Er bearbeitete von 1984 bis 1998 im Projekt Katalogisierung der orientalischen Handschriften in Deutschland (KOHD) die Bestände der Universität Kiel. 1987 bis 1995 leitete er die Ausgrabungen in Madīnat al-Fār (Syrien), die in Zusammenarbeit mit der Außenstelle Damaskus des Deutschen Archäologischen Instituts und Direction Générale des Antiquités et des Musées durchgeführt wurden. 1998 bis 2001 war er Professor für Islamische Kunst und Archäologie am Carsten Niebuhr Institut der Universität Kopenhagen. Von 2001 bis 2009 war er Direktor des Museums für Islamische Kunst in Berlin. Er ist Honorarprofessor am Kunsthistorischen Institut der Freien Universität Berlin.

## Veröffentlichungen (Auswahl)
- Untersuchungen zur Landschaftsgeschichte Nordsyriens in der Umayyadenzeit. Dissertation Hamburg 1975.
- mit Ute Franke: The Cenotaph from the Mazar Khoja Muhammad Ghamzi in Fushanj. In: Ute Franke, Martina Müller-Wiener: Herat Through Time. The Collection of the Herat Museum and Archive. Berlin 2016,  ISBN 978-3-00-051939-0, S. 373–389.
- Herat in the Timurid Period. Political History, Internal and External Relations, Economic Conditions. In: Ute Franke, Martina Müller-Wiener: Herat Through Time. The Collection of the Herat Museum and Archive. Berlin 2016, ISBN 978-3-00-051939-0, S. 393–396.